# Pamětní medaile 10. výročí nezávislosti Kazachstánské republiky
Pamětní medaile 10. výročí nezávislosti Kazachstánské republiky (kazašsky Қазақстан Республикасының тәуелсіздігіне 10 жыл) je státní vyznamenání Kazachstánu založené roku 2001.

## Historie a pravidla udílení
Medaile byla založena dekretem prezidenta Kazachstánu č. 675 ze dne 27. srpna 2001. Udílena je občanům Kazachstánu i cizím státním příslušníkům za významný přínos k formování republiky, posílení její suverenity a jejímu sociálně-ekonomický rozvoji.

## Popis medaile
Medaile kulatého tvaru o průměru 34 mm je vyrobena z tombaku. Na přední straně je v pozadí stylizované číslo 10 sestávající z jedničky a slunce. V popředí je uprostřed medaile fragment vrcholu Pomníku nezávislosti Kazachstánu ve městě Almaty. Hlavice pomníku má podobu bojovníka Saků, kterak stojí na irbisovi. V horní části je nápis Қазақстан. Na zadní straně medaile je v horní části nápis Қазақстан Республикасының тәуелсіздігіне 10 жыл. Ve spodní části je nápis 10 лет независимости Республики Казахстан. Mezi oběma texty je kazachstánský národní ornament.
Stuhou z hedvábného moaré je potažena kovová destička ve tvaru šestiúhelníku. Destička je vysoká 50 mm a široká 34 mm. Stuha je modrá s odstínem odpovídajícím odstínu modré na státní vlajce Kazachstánu. Uprostřed stuhy jsou tři žluté proužky, které se střídají se dvěma červenými proužky.
Medaile se nosí na stužce nalevo na hrudi. V přítomnosti dalších kazachstánských řádů je umístěna za nimi. Medaile byly vyráběny v kazachstánském městě Öskemen.